# フランス領インド洋無人島群

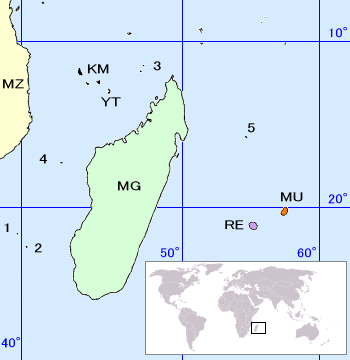
1. バサス・ダ・インディア 2. ユローパ島 3. グロリオソ諸島 4. ファン・デ・ノヴァ島 5. トロメリン島
KM : コモロ MG : マダガスカル MU : モーリシャス MZ : モザンビーク RE : レユニオン（仏） YT : マヨット（仏）

フランス領インド洋無人島群（フランスりょうインドようむじんとうぐん、仏：Îles Éparses de l’océan Indien）は、インド洋南西部のマダガスカル島周辺部に散在する、定住者のいないフランス領の島々である。
これらの島嶼は、マダガスカルが1960年にフランスから独立した際、軍事的な理由でフランスの主権下に留め置かれ、フランス海外領土省の管轄の下、レユニオン海外県の県会議長によって管理されてきた。
定住者はいないが、軍事施設を保守するためのわずかな軍人と気象観測の研究者らが駐在している。
2005年1月3日からはフランス領南方・南極地域行政長官に管理権が移動し、2007年2月21日の法律第2007-224号で南方・南極地域に正式に併合された。
1. バサス・ダ・インディア
2. ユローパ島
3. グロリオソ諸島
4. フアン・デ・ノヴァ島
5. トロメリン島

トロメリン島はモーリシャス、ユローパ島、グロリオソ諸島とフアン・デ・ノヴァ島はマダガスカルとの間で領有権問題がある。
フランスは、散在諸島の各小島の周囲200海里（370キロメートル）の排他的経済水域（EEZ）を有しており、これはマヨット島とレユニオン島のEEZ主張と合わせて、インド洋西部の100万平方キロメートル（40万平方マイル）以上となる。近隣諸国とのEEZはかなり重複している。